# Acer tenuifolium
Acer tenuifolium é uma espécie de árvore do gênero Acer, pertencente à família Aceraceae.